# Bojta Béla
Bojta Ernő Béla (szül. Burger Béla; Szeged, 1899. december 27. – Budapest, Józsefváros, 1969. december 29.) magyar miniszterelnökségi államtitkár, ügyvéd, az Országos Ügyvédi Tanács elnöke, sakkszakíró.

## Életpályája
Burger Jakab terménykereskedő és Krau Franciska elsőszülött fia. A szegedi Ferenc József Tudományegyetemen szerzett jogi doktorátust. Ügyvéd lett, több baloldali személy védelmét ő látta el. Szabotázsakciók gyanúja miatt 1942-ben letartóztatták, és büntetőszázadba küldték. 1944. április 4-én ismét letartóztatták. Budapestre szállították, ám október 27-én megszökött.
Visszatért Szegedre, és ismét ügyvéd lett, majd Debrecenben az Ideiglenes Nemzeti Kormány miniszterelnökségi államtitkára volt. Megszervezte a Népbíróságok Országos Tanácsát, amelynek bírája, majd 1948-ban elnöke lett. Elnöknek Rákosi Mátyás utasítására nevezték ki; a tisztségben Major Ákos korábbi hadbírót (NOT-elnök: 1946–1948) váltotta. Bojta kinevezése ellen Domokos József emelte fel a szavát, aki a harmincas években Rákosi egyik védőügyvédje volt. Most már mint Magyarország legfőbb ügyésze (1945–1953), ezt követően (1954–1958) a Legfelsőbb Bíróság Elnöke személyes hangú levében 1948. május 30-án tiltakozott Major Ákos mellőzése miatt. Major eltávolítását méltánytalannak és sértőnek nevezte. Továbbá levelében szerepel: …„Bojtát magánélete sem teszi alkalmassá arra, hogy… hogy elnök legyen. Majd felteszi a kérdést: Helyes dolog-e egy nem-kifogásolt keresztény helyébe egy kifogásolt zsidót helyezni?”
Miniszteri rangban ő volt a magyar–csehszlovák határrendező bizottság elnöke. Miután 1949-ben a Népbíróságok Országos Tanácsa megszűnt, Bojta a Legfelsőbb Bíróság tanácselnöke lett. Néhány hónap múlva elbocsátották, és évekig gyárban dolgozott tisztviselőként. 1956-tól ismét ügyvéd lett, 1958-tól az ügyvédek felülvizsgáló bizottságának tagja. Az 1956-os forradalom után alakult meg ez a bizottság, s javaslatukra az ország ügyvédi karának kétharmadát megfosztották a kamarai tagságától, tehát az egzisztenciájuktól. A megfosztás egy ötsoros miniszteri értesítésben történt; indokolás, érdemi fellebbezés nem volt. 1962 és 1964 között az Országos Ügyvédi Tanács elnöke volt.
Első házastársa Müller Móric és Goldblatt Felesz lánya, Anna Róza volt. Második felesége Farkas Erzsébet volt, Farkas Ármin és Rochlitz Cecília lánya, akit 1948. május 29-én Kecskeméten vett nőül. Sógornője Farkas Lujza irodalomtörténész, újságíró volt.

## Műve
- Szerk.: Népbírósági Döntvénytár (I–III., Bp., 1946–49)

## Díjai, elismerései
- Magyar Szabadság érdemrend ezüst fokozata (1947)
- Munka Érdemrend arany fokozata (1969)[12]

## A sakkéletben
1951 és 1955 között a Magyar Sakkszövetség alelnöki, majd 1955 és 1960 között elnöki tisztét töltötte be. Éveken át vezette a Szabad Hazánkért, a Szabadságharcos, valamint a Füles című időszaki lapok sakkrovatait. Mint I. osztályú versenyző – fiatalabb korában szülővárosában, Szögeden, majd az 50-es években a fővárosban – a csapatbajnokságoknak is aktív résztvevője volt, ugyanakkor avatott szakíróként tevékenykedett. Számos cikke jelent meg – főként a középjáték köréből – a Magyar Sakkéletben, a Füles című hetilapban pedig egészen élete végéig vezetett sakkrovatot.
1960-ban a Magyar Testnevelési és Sport Tanács (MTST) tagjának nevezték ki.